# Бетреши
Бетреши (фр. Bettrechies) је насеље и општина у североисточној Француској у региону Север-Па д Кале, у департману Север која припада префектури Авне сир Елп.
По подацима из 2011. године у општини је живело 250 становника, а густина насељености је износила 74,4 становника/km². Општина се простире на површини од 3,36 km². Налази се на средњој надморској висини од 100 метара (максималној 129 m, а минималној 67 m).

## Демографија
| 1962. | 1968. | 1975. | 1982. | 1990. | 1999. | 2011. |
| ----- | ----- | ----- | ----- | ----- | ----- | ----- |
| 243   | 270   | 253   | 286   | 235   | 246   | 250   |

График промене броја становника у току последњих година